# Gruvsta
Gruvsta (finska: Kaivoksela) är en stadsdel i Vanda stad i landskapet Nyland. 
Gruvsta ligger i västra Vanda, öster om Myrbacka. Tavastehusleden går genom stadsdelen som avgränsas av Vanda å och Rutiån. År 1971 hade Gruvsta nästan 5 000 invånare, medan det idag bor cirka 6 000 människor i stadsdelen. Stadsdelens areal är 2,3 km². Till kulturlandskapet i Gruvsta hör Rutiåns dal med bland annat gårdarna Abrams och Djupbäck från 1900-talets början samt gruvschakten från 1700- och 1800-talet. 
I västra Gruvsta finns Vandas äldsta höghusförort som byggdes åren 1961-1965. Förorten är glest bebyggd och består av små tornhus samt av murar av hus som följer terrängens former. På 1990-talet byggdes nya höghus. På båda sidorna av Tavastehusleden ligger stora industriområden, med bland annat flera bilaffärer. I Gruvsta finns det en kyrka, skola, rådgivning, daghem och ett litet köpcentrum. Kyrkan som byggdes år 1969 totalförstördes i en anlagd brand 15 oktober 2006, men kommer troligen att byggas upp. Kyrkoverksamheten kommer dock inte att fortsätta.

## Sillböle järngruva
Stadsdelen har fått sitt namn av en gammal järngruva som finns strax väster om höghusområdet. Gruvverksamheten pågick från år 1744 till slutet av 1800-talet med vissa avbrott. Det var gruvmästaren Magnus Linder som upptäckte järnmalmen år 1744 och gruvan var tidvis den mest produktiva i Finland. Då gruvan var i användning bröt man malmen genom att hetta upp bergväggen med eld i 8-10 timmar. Sillböle järngruva är numera fredad enligt lagen om fornminnen och representerar den äldsta industriella verksamheten i Vanda. Gruvverksamheten har lämnat kvar 15 gruvschakt, varav de längsta gångarna är 300 meter långa och 50 meter djupa. Gruvorna ligger i ett friluftsområde och lockar människor att kasta ner skräp och bråte i dem.